# Blair Cochrane
Blair Onslow Cochrane (11 settembre 1853 – 7 dicembre 1928) è stato un velista britannico.

## Palmarès

### Olimpiadi
- 1 medaglia:
  - 1 oro (Londra 1908 nella classe 8 metri)